# Anel Leibniz Hannover

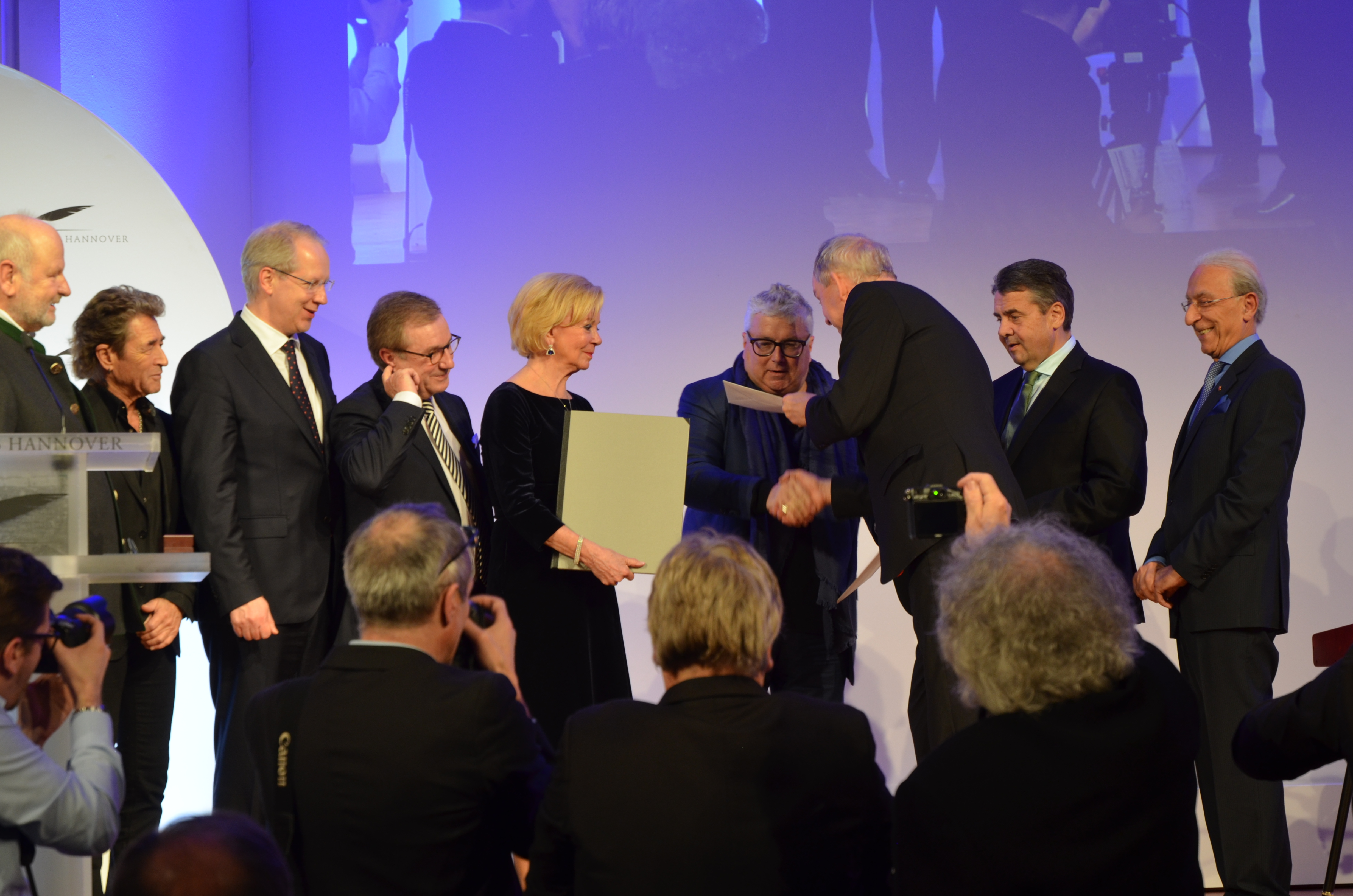
Hans Georg Näder (fila de trás, sexto a partir da esquerda) como homenageado na cerimônia de premiação do Anel Leibniz Hannover 2017

Com o Leibniz-Ring-Hannover o Presse Club Hannover homenageia anualmente desde 1997 personalidades ou instituições "que chamaram a atenção para si por meio de uma conquista notável ou estabeleceram uma marca especial por meio do trabalho de suas vidas". Ao mesmo tempo, este prêmio visa homenagear o estudioso universal Gottfried Wilhelm Leibniz, que trabalhou em Hannover até sua morte . "Esse grande pensador [...] promoveu o curso de ciências como matemático, advogado, físico, teólogo e filósofo", escreve o Presse Club. O prêmio é dotado com 15 000 euros.
Em 2016, poucos dias antes da cerimônia de premiação, o anel do vencedor confeccionado para a vencedora do prêmio Maria Furtwängler foi roubado, assim como outras dezesseis argolas de ouro que haviam sido inscritas para a competição e expostas nas salas do clube de imprensa. Foi oferecida uma recompensa de 5 000 euros. Um novo anel de honra teve que ser feito em curto prazo para a cerimônia de premiação.

## Recipientes
- 1997: Giorgio Napolitano
- 1998: Wolf Lepenies
- 1999: Hubert Markl
- 2000: BBC
- 2001: Ulrich Reimers
- 2002: Jutta Limbach
- 2003: Hans Blix
- 2004: Shirin Ebadi
- 2005: Roman Herzog
- 2006: Sönke Wortmann
- 2007: Hans-Jochen Vogel juntamente com seu irmão Bernhard Vogel
- 2008: Ingeborg Schäuble
- 2009: Heinz-Horst Deichmann
- 2010: Teresa Enke, viúva de Robert Enke[2]
- 2012: Thomanerchor Leipzig[3]
- 2013: Madjid Samii[4]
- 2014: Rita Süssmuth[5]
- 2015: Peter Maffay[6]
- 2016: Maria Furtwängler[7]
- 2017: Hans Georg Näder[8]
- 2018: Klaus Meine[9]
- 2019: Antje Boetius[10][11]
- 2020: Rolf Zick[12]